# Јужна Каролина
Јужна Каролина (енгл. South Carolina), држава је на „дубоком југу“ Сједињених Држава. Граничи се са Џорџијом на југу, Северном Каролином на северу и излази на Атлантски океан на истоку. Првобитно део Провинције Каролина, Провинција Јужна Каролина је једна од 13 колонија које су прогласиле независност од Британске круне током Америчке револуције. Колонији је име дао краљ Чарлс II у част свог оца, Чарлса I (Carolus је латинска верзија имена Чарлс). Јужна Каролина је била прва држава која је изгласала отцепљење од Уније и била је држава-оснивач Конфедеративних Америчких Држава. По Попису у Сједињеним Државама 2010, Јужна Каролина је 24. држава по броју становника са 4.625.384 становника. Јужна каролина се састоји од 46 округа, а главни град је Колумбија, док је највећи град Чарлстон.

## Демографија
| 1900.     | 1910.     | 1920.     | 1930.     | 1940.     | 1950.     | 1960.     | 1970.     | 1980.     | 1990.     | 2000.     | 2010.     |
| --------- | --------- | --------- | --------- | --------- | --------- | --------- | --------- | --------- | --------- | --------- | --------- |
| 1.340.316 | 1.515.400 | 1.683.724 | 1.738.765 | 1.899.804 | 2.117.027 | 2.382.594 | 2.590.516 | 3.121.820 | 3.486.703 | 4.012.012 | 4.625.364 |

## Административна подела
Јужна Каролина је подељена на 46 округа:
| - Округ Јорк - Округ Јунион - Округ Њубери - Округ Џаспер - Округ Џорџтаун - Округ Абевил - Округ Алендејл - Округ Андерсон - Округ Бамберг - Округ Барнвел | - Округ Беркли - Округ Бјуфорт - Округ Вилијамсбург - Округ Гринвил - Округ Гринвуд - Округ Дарлингтон - Округ Дилон - Округ Дорчестер - Округ Ејкен - Округ Еџфилд | - Округ Калхун - Округ Кершо - Округ Клерендон - Округ Колетон - Округ Ланкастер - Округ Лексингтон - Округ Ли - Округ Лоренс - Округ Макормик - Округ Марион | - Округ Марлборо - Округ Окони - Округ Ори - Округ Оринџбург - Округ Пикенс - Округ Ричланд - Округ Салуда - Округ Самтер - Округ Спартанбург - Округ Ферфилд | - Округ Флоренс - Округ Хемптон - Округ Чарлстон - Округ Чероки - Округ Честер - Округ Честерфилд |